# Sakata Tōjūrō I
Sakata Tōjūrō I est un nom japonais traditionnel ; le nom de famille (ou le nom d'école), Sakata, précède donc le prénom (ou le nom d'artiste).
Sakata Tōjūrō I (初代坂田藤十郎, shodai Sakata Tōjūrō), né en 1647 - mort le 1er novembre 1709, est un ancien acteur japonais du genre théâtral kabuki. Pionnier du style wagoto, il l'est plus généralement du kabuki de la région Kamigata. Son influence se fait sentir dans la lignée d'acteurs qui après lui ont repris son nom.

## Carrière
Tōjūrō naît à Kyoto en 1647. Son père, Sakata Ichiemon, est propriétaire d'un théâtre. Sakata Tōjūrō est acteur-directeur (zagashira) du Mandayū-za à Kyoto et pendant cette période, Chikamatsu Monzaemon est le dramaturge attaché au théâtre. Chikamatsu loue le travail de l'acteur, en particulier son attention détaillée aux besoins dramatiques de l'écriture et encourage les autres acteurs à étudier les détails réels de la situation d'un personnage.
Il interprète des rôles de tachiyaku.
En février 1678, Tōjūrō organise et interprète une pièce intitulée Yūgiri Nagori no Shōgatsu consacrée à la célèbre et populaire oiran (courtisane) Yūgiri d'Osaka, morte le mois précédent. C'est avec cette pièce que Tōjūrō s'essaye pour la première fois au style wagoto de jeu réaliste ou naturaliste, tout en retenue et émotion. Cette pièce crée un précédent non seulement pour les styles de jeu sur scène du kabuki de Kamigata, mais aussi pour les éléments et la structure de l'intrigue. Kuruwa Bunshō, pièce fortement basée sur Yūgiri Nagori no Shōgatsu et donnée pour la première fois en 1808, reste aujourd'hui encore l'une des pièces essentielles du répertoire Kamigata.
Après un certain nombre d'années passées à Osaka, Tōjūrō retourne à Kyoto où il continue à se produire régulièrement. L'année 1693 voit la première, au théâtre Miyako Mandayū, de Butsumo Mayasan Kaichō, la première d'un certain nombre de pièces écrites spécifiquement pour Tōjūrō par le grand dramaturge bunraku Chikamatsu Monzaemon. 
En tant que zamoto, Tōjūrō non seulement se produit régulièrement sur scène mais supervise la production de pièces ainsi que la gestion et l'entretien du théâtre. En plus de jouer dans son propre théâtre Miyako Mandayū, il se produit dans les théâtres de Kyoto appartenant à Hayagumo Chōdayū, Kameya Kumenojō et Hoteiya Umenojō, le dernier d'entre eux dirigé par son fils, Sakata Heishichirō.
Il est surtout connu pour jouer aux côtés de Yoshizawa Ayame I, principal pionnier de la fonction onnagata, spécialiste de l'interprétation de rôles féminins. Tōjūrō est également connu pour son amitié avec l'acteur d'Edo Nakamura Shichisaburō I qu'il rencontre alors que ce dernier est en tournée à Kamigata en 1698. Avec Ayame, Tōjūrō figure en bonne place dans les Analectes d'acteurs, collection d'écrits de l'ère Genroku (1688–1704) sur le kabuki, contenant essentiellement un aperçu de la vie des acteurs de ce genre, de leurs idées et de leurs conseils relatifs au jeu sur scène.
Au cours de sa carrière, Tōjūrō interprète un très grand nombre de personnages, peut-être le plus fréquemment celui de Fujiya Izaemon, rôle masculin principal et amant de Yūjiri dans les différentes versions de Yūgiri Nagori no Shōgatsu écrites et modifiées selon les productions au fil des années. C'est dans ce rôle qu'il fait ses débuts wagoto dans la production en 1678 de Yūgiri Nagori no Shōgatsu et dans laquelle il fait sa dernière apparition sur scène dans une production d'octobre 1708 portant le même titre.
Contrairement à son homologue d'Edo Ichikawa Danjūrō I, la lignée de Tōjūrō ne se poursuit que durant quelques générations et s'éteint moins d'un siècle après sa mort. Ses fils Sakata Tōkurō et Sakata Heishichirō sont actifs dans le monde du kabuki mais aucun ne reprend le nom Tōjūrō. Sakata Tōjūrō II est un élève sans lien familial du premier Tōjūrō. Son successeur, Sakata Tōjūrō III, est un lointain parent du premier Tōjūrō, adopté par Tōjūrō II qui adopte Tōjūrō III comme fils et héritier.
Après la mort de Tōjūrō III en 1774, aucun acteur ne porte le nom Sakata Tōjūrō pendant plus de 230 ans jusqu'à ce qu'en 2005, le troisième Nakamura Ganjirō ne ressuscite le nom et devienne Sakata Tōjūrō IV.

## Lignée
- Sakata Tōjūrō I  (1646–1709) - À l'origine de la forme wagoto ; créateur du kabuki genroku[1]
- Sakata Tōjūrō II (1711–1724)[5] - Élève de Tōjūrō I[3].
- Sakata Tōjūrō III (1739–1774) - Fils adopté de Tōjūrō II[4]
- Sakata Tōjūrō IV (2005–présent) - Anciennement Nakamura Ganjirō IV. A repris le nom afin de faire revivre la lignée[6] et dans le cadre d'un effort plus général de maintien du kabuki de Kamigata.

## Source de la traduction
- (en) Cet article est partiellement ou en totalité issu de l’article de Wikipédia en anglais intitulé « Sakata Tōjūrō I » (voir la liste des auteurs).